# Hathor
Hathor (též Hathora, egyptsky ḥwt-ḥr „Horův dům“) byla důležitou staroegyptskou bohyní v podobě krávy či ženy s kravími rohy. Byla v egyptské mytologii původně zosobněním Mléčné dráhy, která byla chápána jako mléko, které se rozlilo z vemene božské krávy.

## Charakteristika
Hathor byla starověká bohyně a byla též uctívána jako kraví bohyně od 2700 př. n. l., za vlády druhé egyptské dynastie. Její kult však pro Egypťany sahá do ranějších dob, pravděpodobně až ke Králi Štírovi (Serket). Je bohyní tance, hudby, lásky a alkoholu. Také byla jedním z podsvětních božstev. V ptolemaiovské době jí byly zasvěceny tzv. domy zrození (mammissi).

## Vztah s dalšími bohyněmi

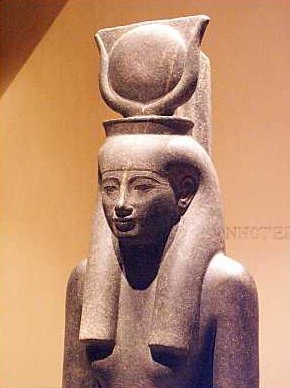
socha sluneční bohyně Hathor

Hathor je zmiňována jako Ta se dvěma tvářemi, což můžeme vysvětlovat tím, že je transformací jiné egyptské bohyně, Sachmet. Sachmet byla původně násilnická bohyně války se lví hlavou, která měla zálibu v zabíjení obyvatel Egypta. Poté se ale bohům znelíbilo její chování, opili ji pivem obarveným na červeno, aby vypadalo jako krev, a poté ji proměnili v bohyni lásky Hathor. Spekulace o významu tohoto označení zahrnují vysvětlení jako symbolika života a života po životě, nebo zrcadlo a odraz obličeje v něm, ale vysvětlení tohoto náboženského eufemismu nebylo nikdy dokázáno.
Hathor také přejala některé znaky bohyně Nut (bohyně oblohy). Symbolizuje někdy hvězdné nebe, noc v níž se rodí nové slunce. Její atribut rohy, symbolizující propast, v níž vychází Slunce za svítání a do níž se ponořuje za soumraku. Jako dobrá kojná dává mléko, svou prvotní živinu Univerzu, které se utváří.

## Chrámy
Hathor měla hlavní chrám v Dendeře. Tento chrám byl postaven v ptolemaiovské době, ačkoliv stojí na místě, které bylo již dříve asociováno s kultem Hathor. Součástí chrámu v Dendeře je také mammisi, Osirisova kaple a množství astrologických obrazů. Nejslavnějším objektem je pravděpodobně velký zvěrokruh, který lze nyní spatřit v muzeu v Louvre (v chrámu v Dendeře je již pouze kopie).